# Simulium dycei
Simulium dycei es una especie de insecto del género Simulium, familia Simuliidae, orden Diptera.
Fue descrita científicamente por Colbo, 1976.